# Maastricht Aachen Airport
Maastricht Aachen Airport (MAA; ICAO-code: EHBK; IATA-luchthavencode: MST) is met ruim 16.500 vliegbewegingen per jaar (waarvan 6.700 'groot verkeer') een van de grotere vliegvelden van Nederland. De luchthaven is gelegen langs de A2 in de Limburgse gemeente Beek en bevindt zich circa acht kilometer ten noorden van Maastricht.
Maastricht Aachen Airport is eigendom van NV Holding Businesspark Luchthaven Maastricht, waarvan 60% van de aandelen in handen is van de provincie Limburg en 40% van de Luchthaven Schiphol. Naast passagiersvervoer is er ook luchtvrachtvervoer (111.457 ton in 2019, bijna 7% van het Nederlandse totaal). In 2023 was dit teruggelopen tot 32.275 ton. Met Schiphol is MAA de enige Nederlandse luchthaven waar vrachtvervoer plaatsvindt. MAA is tevens, na Schiphol en Rotterdam The Hague Airport, de derde luchthaven in Nederland voor privévliegverkeer (870 privévluchten in 2022).

## Geschiedenis

### Voor 1940
Al in 1919 was er kort sprake van een luchthaven in Maastricht, toen een beginnende luchtvaartmaatschappij, de Internationale Luchtvervoersonderneming (ILVO), een terrein op de Sint-Pietersberg wilde gebruiken. De maatschappij verdween echter al snel. In die tijd landden er al allerlei vliegtuigen op plaatselijke weilanden tijdens feesten en voor demonstraties; het was logisch om hiervoor een centrale plaats aan te wijzen.
In de jaren 30 van de 20e eeuw waren er verschillende gemeentelijke en provinciale discussies om een burgerluchtvaartterrein in te richten in zuidelijk Limburg. De plannen moesten de ijskast in, omdat het Ministerie van Oorlog vond dat een luchthaven in Zuid-Limburg strategische problemen zou geven voor de landsverdediging, terwijl het ministerie van Financiën ondertussen de beloofde financiering voor een groot deel terugtrok.
In 1938 laaide de discussie kort weer op toen een plan werd gepresenteerd om het zweefvliegveld bij Neerbeek uit te breiden tot een burgervliegveld. Het terrein bleek bij onderzoek ongeschikt en de locatie bij Ulestraten werd weer genoemd door de Luchtvaartdienst. Ook KLM-directeur Albert Plesman was een fel voorstander van een luchthaven in Zuid-Limburg, om het binnenlands luchtnetwerk, dat al 12 velden groot was, compleet te maken. In 1939 stemden Provinciale Staten in met de oprichting van de Naamloze Vennootschap Vliegveld Zuid-Limburg, een eerste stap naar de daadwerkelijke bouw van een vliegveld. Het begin van de Tweede Wereldoorlog doorkruiste ratificatie door de gemeentebesturen en de plannen bleven liggen.

### 1944-1945: Airfield Y-44
Nadat in september 1944 de Amerikaanse Old Hickorydivisie Zuid-Limburg grotendeels had bevrijd, begonnen de geallieerden met het in gebruik nemen van veldjes voor hun Auster-verkennings- en observatievliegtuigjes. Bij Maastricht lagen twee kleine vliegvelden: een was al voor de oorlog op het plateau van de Sint-Pietersberg aangelegd; het andere was door de Duitsers aangelegd bij de Geusseltweg (later Geusseltpark). Van oktober 1944 tot maart 1945 was in Maastricht het hoofdkwartier gevestigd van het Amerikaanse 9e Leger, waardoor de noodzaak van een goed geoutilleerd vliegveld toenam. De 9th Allied Tactical Airforce (9th ATAF), het geallieerde luchtcommando in het gebied, wilde bovendien een vooruitgeschoven basis om de opmars in Duitsland goed te kunnen ondersteunen. Hun bases in Noord-Frankrijk en Zuid-België waren hiervoor ontoereikend. Omdat het hoofdkwartier van het 28th Tactical Air Command van de 9th ATAF eveneens in Maastricht was gelegerd, werd door de geallieerden besloten een steunvliegveld bij Maastricht aan te leggen.

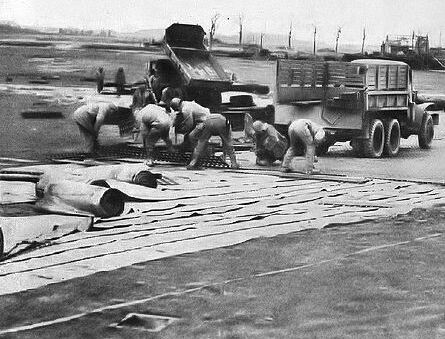
Aanleg van een landingsstrip door Amerikaanse militairen in 1945, volgens hetzelfde systeem als Y-44 (locatie onbekend)

Op 27 januari 1945 vroeg de Amerikaanse town major van Beek, de geallieerde officier verantwoordelijk voor de interactie tussen de militaire en burgerlijke gezaghebbers, toestemming aan de burgemeesters van de omliggende gemeenten om het terrein tussen Beek, Meerssen en Ulestraten te ontginnen voor de aanleg van een luchtmachtbasis. Na een snelle onteigeningsprocedure begonnen Amerikaanse genisten met het rooien van de circa 188 hectare boomgaarden en met het aanvoeren van duizenden tonnen puin, afkomstig van het op 5 oktober 1942 per abuis gebombardeerde Geleen, ter fundering. Op het puin werden stalen platen gelegd en aan elkaar geklonken, waardoor een 1200 meter lange landingsbaan ontstond. Tevens werden 89 verharde parkeerplaatsen, een hangar van 40 × 60 meter en een ondergronds brandstofdepot aangelegd. De brandstofdepots werden vanuit Engeland gevoed via de pijpleiding PLUTO (Pipe Lines Under The Ocean), die vanuit Normandië tot aan Maastricht werd doorgetrokken; het verste punt dat PLUTO ooit is gekomen.
Vanaf 22 maart 1945 was het veld operationeel als een van de tientallen vooruitgeschoven vliegvelden (Advanced Landing Grounds ofwel ALGs) van de 9th Allied Tactical Airforce. Vanaf die dag opereerde het 31st Tactical Reconnaissance Squadron (31st TRS) van de United States Army Air Forces vanaf het veld, dat inmiddels was omgedoopt tot Airfield Y-44, oftewel Yankee-44. Dit verkenningssquadron vloog met de F-6 verkenningsuitvoering van de P-51 Mustang-jager. Zij waren voorheen op een basis in Jarny (Noord-Frankrijk) gestationeerd. Na ongeveer een maand vanaf 'Beek' te hebben gevlogen, vetrokken ze op 19 april  naar het vliegveld Y-80 nabij Wiesbaden in bezet Duitsland. Daarna  opereerden andere eenheden vanaf het veld, zoals het 39th Photo Reconnaissance Squadron en het 155th Photo Reconnaissance Squadron (Night). Ook vlogen enkele weken vier squadrons lichte bommenwerpers van het type B-26 Marauder van de 387th Bombardment Group vanaf Y-44. Er werd geen enkele operationele missie uitgevoerd vanaf het veld, omdat de oorlog in Duitsland zo goed als voorbij was. De 387th Bombardment Group bleef tot en met 24 mei 1945 op het vliegveld in Beek en vertrok daarna naar Rosières-en-Santerre in Frankrijk.
Officieus werd het vliegveld eind mei overgedragen aan de Nederlandse autoriteiten, al hielden de Amerikanen er wel een optie op. Een klein contingent Nederlandse militairen werd er gelegerd als oppassers, samen met een kleine meteorologische ploeg. Na de Duitse capitulatie verzochten de burgemeester van Beek en de Limburgse commissaris van de Koningin aan het Ministerie van Waterstaat om van het door de geallieerden verlaten vliegveld een officieel burgerluchtvaartterrein te maken; het terrein was immers al ontgonnen. Op het verzoek werd positief gereageerd door de regering, eerst nog vanuit Londen, later vanuit Den Haag. Per 1 augustus 1945 werd het besluit effectief en werd Airfield Y-44 een burgerluchthaven.

### 1945-1950: burgerluchthaven
Als in augustus 1945 de Regeeringsvliegdienst wordt ingesteld om de verbinding tussen het regeringscentrum en de buitengewesten te verbeteren, is Beek een van de eerste bestemmingen. Op 26 september landden twee De Havilland Dragon Rapides (DH 84) van de Regeeringsvliegdienst, een vlucht uitgevoerd door KLM, als eerste civiele toestellen op het veld. Hiermee werd het vliegveld officieel geopend, in aanwezigheid van alle regionale bestuurders, de Directeur-Generaal van Rijkswaterstaat en van de PTT en de directeur van KLM, de heer Plesman. Met deze vlucht beginnen de eerste lijndiensten. Viermaal per dag vloog men via Eindhoven naar Amsterdam en terug. Gedurende 1946 wordt het prille luchthaventje verder uitgebouwd met de officiële benoeming van een stationschef. Terwijl in maart 1946 de Stichting Luchthaven Zuid-Limburg was opgericht, zakte het luchtverkeer in. Het snelle herstel van het binnenlandse wegen- en railnet zetten de KLM er toe om haar binnenlandse netwerk te heroverwegen. Wel werd het bakstenen stationsgebouw uitgebreid en beter geschikt gemaakt voor zijn taak.
In 1949 werd het relatief tijdelijke karakter van het vliegveld aangepakt door de aanleg van een 1200 meter Noord-Zuidbaan, ter vervanging van de oude staalmattenbaan, en een secundaire 1000 meterbaan voor de sportvliegerij. De Limburgse Aeroclub kreeg toestemming om een hangar te bouwen. De havendienst werd uitbesteed aan KLM, maar die stopte in november 1949 definitief met haar activiteiten vanaf het vliegveld. Daarna was de belangrijkste activiteit een tijdlang van een kudde schapen die het gras kort moest houden. De toekomst van het veld leek onzeker.

### Jaren 1950: Koninklijke Luchtmacht
In 1951 kwam er een nieuwe impuls voor het veld, toen het Ministerie van Oorlog verzocht het te mogen gebruiken als oorlogsvliegveld voor de Koninklijke Luchtmacht. In 1952 werd er overeenstemming bereikt en vrijwel direct werd begonnen aan verbeteringen van het vliegveld. De Noord-Zuidbaan wordt verlengd tot 1850 meter en er wordt een 13 meter hoge verkeerstoren gebouwd. Aan het uitgebreide stationsgebouw worden tevens bijgebouwen geplaatst voor de Koninklijk Nederlands Meteorologisch Instituut (KNMI) en de Luchtverkeersbeveiligingsdienst. Deze uitbreidingen zijn net op tijd voor de grote NAVO-oefening Coronet van 1953, waarbij tientallen RAF-straaljagers tijdelijks op het vliegveld gebaseerd zijn. Later landde er af en toe een Republic F-84 Thunderjet op het vliegveld tijdens een trainingsoefening vanaf vliegbasis Volkel.

### Vanaf 1957: vliegveld Beek
Het veld werd in de eerste helft van de jaren 1950 voornamelijk gebruikt door de lokale vliegschool, een zweefclub en enkele sportvliegers. De Rijksluchtvaartschool uit Gilze-Rijen oefende veel op het veld, mede vanwege de lage start- en landingsgelden. De commerciële luchtvaart groeide enorm vlak na de oorlog, maar ging voorbij aan het Limburgse vliegveld. In 1953 kwam er zelfs concurrentie vanuit hartje Maastricht, waar de heliport De Griend werd ingericht, die gebruikt werd door Sikorsky-helikopters van de Belgische Sabena. Deze dienst werd in 1966 gestaakt.
Op 26 april 1957 werd de N.V. Luchthaven Zuid-Limburg opgericht. Deze had als doel het ontwikkelen en exploiteren van het in 1953 officieel aangewezen burgerluchtvaartterrein. Dankzij deze maatschappij begon de commerciële luchtvaart het vliegveld langzaam te ontdekken. In 1957 werd Dio Roxs benoemd tot directeur-havenmeester. Met het bezoeken van beurzen en luchtshows wist de voormalige luchtmachtkapitein een aantal Engelse chartermaatschappijen over te halen een tussenstop in te lassen op het vliegveld voor hun vluchten naar Italië. Deze vluchten met Britse toeristen kwamen vanaf 1957 in zwang. De tussenstops waren gewild bij de passagiers als uitstapje en om bij te komen van het vliegen in de lawaaiige propellervliegtuigen. De vier voltijds- en het handjevol deeltijdmedewerkers hadden hun handen vol en al snel werd er geïnvesteerd in materiaal zoals een nieuwe brandstoftankwagen en in personeel.
Tradair en Hermes Airways waren de eerste 'vaste' zomercharters met een tussenstop op vliegveld Beek. Regelmatig waren er nieuwe maatschappijen te verwelkomen op het vliegveld dat gestaag uitbreidde in personeel en apparatuur. Het in luchtvaartafhandeling gespecialiseerde bedrijf Rotterdam-Air B.V. startte door het succes een dochteronderneming onder de naam Limburg-Air B.V. die de afhandeling overnam van het vliegveld.
Intussen was er baanverlichting geïnstalleerd en werd het eerste moderne schuimblusvoertuig aangeschaft. Ook allerlei andere luchtvaartgebonden bedrijven ontdekten het veld; Motelmaatschappij Holland ging een restaurant met motel exploiteren en in 1965 werd besloten om het nieuwe Europese luchtverkeersleidingscentrum Eurocontrol te vestigen op het vliegveld. Terwijl het pas opgerichte Transavia in dat jaar zijn activiteiten met een Douglas DC-3 in vrachtuitvoering begon vanaf Beek, werd in 1966 ook gestart met een nieuw binnenlands vliegnetwerk. KLM richtte een 100%-dochter op onder de naam Nederlandse Luchtvaart Maatschappij N.V. (NLM), die met een van de Luchtmacht gehuurde Fokker F27 Friendship lijndiensten aanving. Op 29 augustus 1966 begon een dienst van Beek via Eindhoven naar Luchthaven Schiphol, die nu wel succesvol bleek.
Begin 1967 werden er plannen gerealiseerd voor verdere uitbreiding. Niet alleen werd er een vaste luchtroute aangewezen naar het vliegveld, er werd een Instrument landing system (ILS) geïnstalleerd en de baanverlichting werd verdubbeld. Met deze aanpassingen was het ook mogelijk bij slecht zicht en 's nachts te starten en te landen op de baan. Ook de baan zelf werd onder handen genomen met de aanleg van een nieuwe toplaag, waarvoor het veld kort dicht moest.
Terwijl de luchthaven besloot de afhandeling weer in eigen hand te nemen onder een aparte stichting en het contract met Defensie verviel, laaide de eerste serieuze discussie rondom geluidshinder op rond de geplande uitbreiding van de hoofdbaan. In 1970 werd door Akoestisch Adviesbureau Peutz N.V. een onderzoek gedaan dat resulteerde in nieuwe regels voor het vliegen in avonden en nachten. Hierdoor stopten een hoop lucratieve les- en testvluchten die door KLM en andere maatschappijen werden uitgevoerd. Een jaar later wordt door ETIL, het Economisch Technologisch Instituut Limburg, een 'Economische terreinverkenning' over de luchthaven gepubliceerd. Hierin wordt beschreven dat de luchthaven een van de motors van de Zuid-Limburgse economie is met veel potentie.

### Jaren '70: uitbreiding en geluidshinder
In 1975 werd door het Ministerie van Verkeer en Waterstaat gestart met een onderzoek naar mogelijke verlenging van de kleine oost-west gelegen baan, om zo het vliegveld in staat te stellen de nu sterk in aantal toenemende moderne toestellen zoals de Boeing 747, Douglas DC-10 en de Europese Airbus A300 wide-bodytoestellen te kunnen ontvangen. De sterk stijgende groei van het vrachtvervoer leidde tot een toename van het aantal klachten over geluidsoverlast. De aanvliegroute aan oostelijke zijde zou over Nuth en Hoensbroek komen, boven een revalidatieoord dat moeilijk tegen geluidsoverlast te isoleren was. Aan de westzijde was een aanvliegroute boven Maasmechelen in België voorzien. De Belgische overheid zag dat evenwel niet zitten en dreigde het luchtruim tot een bepaalde hoogte te sluiten, waardoor vliegtuigen cirkels zouden moeten vliegen boven Nederlands Zuid-Limburg om hoogte te winnen. De Vereniging Geen Uitbreiding Vliegveld Beek, opgericht om omwoners te groeperen, leverde juridische strijd. Uiteindelijk werden de plannen voor de oost-westbaan verworpen door de Raad van State. Later werden de plannen door de regering definitief geschrapt. Als compensatie werd de provincie geld aangeboden voor een nieuwe verkeersweg.
Naast de klachten over geluidsoverlast ontstond een ander probleem. De verkeerstoren en passagiersterminal waren namelijk sterk verouderd. Ook was er vraag naar extra kantoorruimte en afhandelingsterreinen voor luchtvracht. Aanvragen voor bouwvergunningen leidden tot protesten en de discussie hieromtrent, onder andere in het net opgerichte overlegorgaan van de omringende gemeentes, zou zich tot in de jaren 80 van de 20e eeuw strekken. Intussen werden door het Ministerie van Verkeer en Waterstaat geautomatiseerde meetinstallaties geplaatst bij Geverik en Schietecoven met als doel de gemelde geluidsoverlast te voorzien van accurate en onafhankelijke gegevens. In 1977 werd tevens de toplaag van de start-en-landingsbaan vernieuwd.
Vrachtvervoer via het vliegveld nam een vlucht in de jaren '70. Hoewel er veel ad-hocvrachtcharters gevlogen werden door diverse maatschappijen, was Trans-Meridian Air Cargo de belangrijkste vertegenwoordiger. In 1974 nam Trans-Meridian het Limburgse vliegveld op in haar routenet en vanaf 1976 vloog een CL44D zelfs vast vanaf de luchthaven, waar jaarlijks tussen de 2.000 en 4.000 ton vracht alleen al door deze maatschappij werd afgehandeld. In 1977 begon Martinair Holland met Douglas DC-8- en DC-10-vrachtvliegtuigen ook een vrachtdienst vanaf Hongkong naar de luchthaven, vanwaar vanaf 1978 ook per vrachtauto verder werd gedistribueerd. Deze dienst begon, samen met andere vrachtdiensten, steeds vaker uit te wijken naar velden als Schiphol, Oostende en Keulen vanwege de nachtelijke sluiting van het vliegveld.
Eind jaren '70 besloot de Nationale Luchtvaartschool (NLS) om zich op het Limburgse vliegveld te vestigen en kwam er eindelijk schot in de vernieuwingsplannen, waarbij ook een nieuwe vrachtterminal gepland werd. In 1979 werd de discussie rondom uitbreiding vervolgd met een groot marktonderzoek door het Amerikaanse adviesbureau Dixon Spaes Associates. Dit onderzoek en een vervolgonderzoek voor een langetermijn-ontwikkelingsplan zouden als basis dienen voor het voor 1981 geplande "Structuurschema Burgerluchtvaartterreinen" van de regering.
Zo eindigden de jaren '70 in een onzekere situatie. De toekomst zag er rooskleurig uit met de groeiende luchtvrachtmarkt waarop men zich duidelijk profileerde, terwijl ook het passagiersvervoer steeg, maar de geplande uitbreidingen werden niet uitgevoerd door allerlei politieke en bureaucratische beslommeringen. Dit terwijl in de ogen van de directie de gebouwen en de infrastructuur ernstig verouderd en aan drastische renovatie toe waren.

### Jaren '80: expresse-vervoer
Begin 1980 werd er gestart met de bouw van de nieuwe vrachtterminal met 3000 m² opslagruimte, die in 1981 gereed kwam, en werden de vergunningen afgegeven voor de bouw van de nieuwe verkeerstoren, kantoren en een nieuwe passagiersterminal. Hiervoor werd wel vastgelegd dat er ’s nachts geen straalvliegtuigen mochten vliegen en overige vluchten beperkt bleven tot kleine propellervliegtuigen, die speciale toestemming moesten krijgen. De discussie rondom de uitbreiding van de luchthaven, door de lancering van het Structuurschema Burgerluchtvaartterreinen, liep door.
Hoewel het vrachtverkeer via de inmiddels als "Maastricht Airport" bekendstaande luchthaven in 1980 een gevoelige klap kreeg met het faillissement van Trans-Meridian Air Cargo (dat voorbijgestreefd werd door grote Amerikaanse vrachtvervoerders met moderne straalvliegtuigen), begon het expressevervoer aan een enorme opmars, iets dat ook in Limburg niet onopgemerkt bleef. Deze vorm van snelle en fijnmazige netwerken voor pakketvervoer was eind jaren '70 enorm gegroeid in de VS en begon nu te groeien in Europa. In 1980 vroeg het Nederlandse bedrijf City Courier B.V. een heroverweging van het nachtvluchtenbeleid aan terwijl het zich op de luchthaven vestigde.
Het Ministerie van Verkeer en Waterstaat gaf in 1981 toestemming voor de openstelling tot 02:00 uur voor vluchten met kleine propellervliegtuigen, met een mogelijkheid tot uitbreiding naar grotere straalvliegtuigen in de toekomst. City Courier, later bekend als XP Express Parcel Systems B.V., had ondertussen een lucratief contract afgesloten om The Wall Street Journal, wiens Europese editie in Heerlen gedrukt werd, te distribueren door Europa. Expresse-vervoerder Aerolink GmbH vestigde zich ook op de luchthaven, nadat de verruiming van de openingstijden inging. Met deze beide pakketvervoerders steeg het vrachtvervoer met 287%, nadat de Amerikaanse pakketvervoerder DHL een vrachtwagensteunpunt opende op het veld. Ook andere pakketvervoerders bezochten de luchthaven, dat zich nu snel als een regionale spil in de pakketwereld ontwikkelde. De explosieve toename van pakket- en vrachtvervoer werd ook aangedragen in nieuwe studies naar de toekomst van de luchthaven in de jaren '80.
In mei 1983 werd de nieuwe passagiersterminal, kantoorgebouwen en verkeerstoren in gebruik genomen en in datzelfde jaar werden de overige werkzaamheden op de infrastructuur afgerond. Als laatste werd in twee weken tijds de hoofdbaan gereconstrueerd, tezamen met een volledige renovatie van de afwatering en andere civiele werkzaamheden. De afronding van dit ambitieuze programma werd in de zomer van dat jaar gevierd met een luchtshow, waarbij de officieus gebruikte naam "Maastricht Airport" officieel werd als start van een internationaal marketingprogramma voor de luchthaven. Het jaar daarop werd een nieuwe radarinstallatie in gebruik genomen en werd de bouw gestart van een nieuw platform van 50.000 m² aan de oostzijde van de luchthaven, nabij het Eurocontrolgebouw. Hier besloot XP ook een vluchtafhandelingsgebouw te plaatsen, waarna het de afhandeling, dat voorheen door Maastricht Handling Services B.V. werd uitgevoerd, in eigen hand kon nemen.
Hoewel het passagiersaantal midden jaren '80 steeg, mede door de komst van de Britse prijsvechter Virgin Atlantic Airways, begonnen de pakketvervoerders te klagen over de strikte nachtvluchtregelingen op de luchthaven. Het Britse ELAN, dat vanaf 1983 permanent een DeHavilland Herald propellervliegtuig op de luchthaven had gestationeerd voor pakketvervoer, was de eerste die hierom vertrok, in dit geval naar Keulen, waar geen restricties waren. Een jaar later vertrok Aerolink naar Brussel om dezelfde reden, hoewel er een kleine verruiming wordt toegestaan met de ingang van een nieuwe nachtvluchtenbeschikking. Deze nieuwe beschikking was voor de grote Amerikaanse pakketvervoerder Emery Worldwide Ltd. aanleiding om zich te vestigen in Zuid-Limburg. Er vlogen per week ongeveer 10 moderne DC8-vrachtvliegtuigen naar het vliegveld, waar de lading bij aankomst verdeeld werd op vrachtwagens en kleinere vliegtuigen en waar nieuwe vrachten andersom weer werden samengevoegd en ingeladen. Alleen al door Emery was de extra vrachtomzet hierdoor meer dan 19.000 ton. Deze enorme aanwinst werd nog eens vergroot door het gereed komen van het nieuwe platform aan de overkant, zodat het aantal werknemers en de vrachtomzet stegen dat jaar.
Op 1 januari 1989 werd het bestuur van de luchthaven hernoemd naar N.V. Luchthaven Maastricht, om de verandering in de naam ook hier zichtbaar te maken. Datzelfde jaar startte Royal Jordanian Cargo wekelijkse vrachtvluchten via Maastricht Airport met hun eigen Boeing 707 vrachtvliegtuigen. Zij vlogen vanuit New York via Maastricht naar Amman, waarbij eendagskuikens en elektronica werden overgeladen in Maastricht. Met deze extra bedrijvigheid klom de luchthaven naar de tweede luchthaven van Nederland naar groei en omzet.
De (nog steeds) strenge nachtvluchtbeschikking deed de groei van de luchthaven in het expresse-vervoer uiteindelijk kenteren. In april 1989 besloot XP Parcel Systems B.V. te verhuizen naar de luchthaven van Keulen, omdat door het nachtvluchtenbeleid geen verdere groei mogelijk was. Dit kostte meer dan 200 arbeidsplaatsen, waarvan 122 direct op de luchthaven. Protesten van medewerkers hadden geen effect en de firma vertrok tegen het einde van het jaar. Ook Emery Worldwide Ltd. lobbyde voor een verruiming van de nachtvluchtenbeschikking, omdat het graag wilde uitbreiden op de luchthaven, maar hiervoor geen mogelijkheid zag. Het was de directie wel duidelijk dat er op korte termijn iets gedaan moest worden om deze maatschappij op de luchthaven te houden, maar de politiek zag vooralsnog geen reden om op korte termijn de beschikking te verruimen.

### Jaren '90: Maastricht (Aachen) Airport
De jaren '90 gingen onstuimig van start. De Golfoorlog van 1990-1991 zorgde voor een hoop onrust in de luchtvaartmarkt, nadat het Amerikaanse PanAm failliet ging en veel vluchten tijdens de oorlog gestaakt werden of alleen door konden gaan na intensieve veiligheidsmaatregelen. Royal Jordanian zette zelfs zijn vloot van Airbus A310 toestellen in tijdelijke opslag op de luchthaven vanwege de slappe tijden. Deze onstuimige periode na het einde van de Koude Oorlog bracht ook interessante periodes op de luchthaven. Zo begon in 1990 de Joegoslavische staatsluchtvaartmaatschappij JAT (Jugoslovenski Aero Transport) bijna dagelijks op de luchthaven te vliegen, vanwege aan de ene kant vakantieverkeer en aan de andere kant de onstabiele politieke situatie die een vluchtelingenstroom op gang bracht. Toen de burgeroorlog oversloeg naar Bosnië kwam er zelfs een tijd een hausse op gang van gecharterde Russische passagierstoestellen die vluchtelingen naar Limburg brachten.
Begin jaren '90 begon Roberto Stinga ook met een nieuwe maatschappij vanaf Maastricht Airport. Vliegend met twee vliegtuigen van het Braziliaanse type Embraer 120 Commuter, die hij van het voormalige Franse Air Exel s.a. kocht, startte hij lijndiensten vanaf Beek naar Amsterdam en London-Gatwick als Air Exel B.V. Deze vluchten waren zo succesvol dat toen KLM Cityhopper zich meer ging richten op Europese bestemmingen, er snel een samenwerkingsverband werd gerealiseerd waarbij Air Exel Commuter B.V. de vluchten van KLM Cityhopper overnam. Ondertussen vloog de maatschappij al met drie van het type Embraer EMB 120 Brasilia en werd er regelmatig bijgehuurd.
In de chartermarkt kwamen nieuwe bestemmingen in Turkije snel in opkomst, waarop door Sultan Travel B.V. snel werd ingespeeld. Maatschappijen als Sultan Air en Air Alfa, later opgevolgd door bijvoorbeeld Onur Air vlogen in het zomerseizoen af en aan voor toeristen en de vele Turkse families die hun voormalige thuis bezochten.
In dezelfde periode kwam ook de term "Euregio" in opmars. Dit gebied, het grensgebied in Duitsland, België en Nederland, heeft unieke kenmerken in samenwerking en internationalisering en werd als een belangrijke groeiregio gezien op economisch gebied, vanwege zijn ligging en mogelijkheden in personeel en kennis. Maastricht Airport werd hierbij als een belangrijke spil gezien en gedurende de jaren 80 hadden de plaatselijke Kamers van Koophandel de luchthaven actief aangeprezen als een vestigingsplaats.
In 1992 werd de Belgische stad Tongeren aandeelhouder van de luchthaven, twee jaar later volgde de Industrie- und Handelskammer Aachen als aandeelhouder. Hun belang werd zo groot dat in oktober 1994 de naam werd gewijzigd in Maastricht-Aachen Airport (MAA). Ook werden tegelijkertijd de infrastructuur aangepakt door een nieuwe aansluiting vanaf de A2 (Maastricht - Eindhoven) en de ontwikkeling van een nieuw industrieterrein tussen de luchthaven en de gemeente Beek.
Op de vrachtmarkt ging het begin jaren '90 beduidend minder. In 1992 besloot Emery Worldwide Ltd. alsnog de Limburgse luchthaven te verruilen voor Brussel, vanwege de krappe nachtvluchtenbeschikking en het uitblijven van een beslissing voor uitbreiding. In twee reorganisaties moesten meer dan 100 werknemers verdwijnen, waaronder 35 bij Emery zelf. Het vrachtvervoer viel ook terug, hoewel de ontwikkeling van het vrachtnet van Royal Jordanian Cargo en de liberalisering van de luchtvaartmarkt in 1993 de pijn enigszins verzachtte. Gelukkig keerde de tegenwind in de vrachtmarkt snel. Turkish Air Cargo, Iberia Air Cargo en een grote verscheidenheid aan vrachtcharters deden het jaarlijkse tonnage fors stijgen, terwijl in 1994 een speciale koelinstallatie van 240 m² opende, die als eerste volgens nieuwe EG-standaarden opereerde. Ook kreeg de luchthaven toestemming voor de specialistische afhandeling van levende have. Hierdoor steeg het vrachttonnage weer naar 100.000 ton per jaar, waarvan meer dan 40.000 ton per vliegtuig.
Begin jaren '90 zag ook het verdwijnen van de Sovjet-Unie en het verdwijnen van het IJzeren Gordijn. Hierdoor werd het ook mogelijk de enorme transportcapaciteit van de voormalige Oostbloklanden in te zetten in het westen. De eerste vluchten waren meestal humanitair van aard; zo vloog een drietal Iljoesjin Il-76-vrachttoestellen van het voormalige Sovjetstaatsluchtvaartbedrijf Aeroflot enkele tientallen hulpvluchten naar nieuwe staten in de Kaukasus, waar op dat moment problemen heersten om de bevolking te voorzien van medische apparatuur, medicijnen en dekens. Deze toestellen vlogen voor Metro Cargo en waren de eerste toestellen van dat type dat op de luchthaven landde.
Gedurende 1991 en 1992 werden er op ad-hocbasis diverse charters uitgevoerd met behulp van deze specialistische vrachttoestellen. In maart 1992 lanceerde de expediteur Sea-Air Transport Nederland vanuit Vladivostok de eerste reguliere vrachtcharters naar MAA. Er werden voornamelijk goederen zoals textiel en computers vervoerd die in Japan, China of Korea gemaakt waren. Per schip werden deze goederen naar Vladivostok getransporteerd en vanuit MAA werden de goederen verder gedistribueerd door heel Europa. Dit was goedkoper en sneller dan via schip te laten vervoeren. De reden dat de SAT Groep voor MAA koos was de snelle en goede afhandeling, de centrale ligging van het vliegveld en de goede distributiemogelijkheden vanaf het vliegveld. Ook waren de beschikbaarheid van start- en landings‘slots’ en de relatief goedkope tarieven reden om voor vliegveld te kiezen.
In zeven maanden waren al meer dan honderd vluchten uitgevoerd. Daarna nam het aantal vluchten steeds verder toe, nu het vliegveld ‘ontdekt’ was. Westerse goederen kwamen in trek in de voormalige Sovjetlanden en het transport door de lucht was goedkoop, snel en veiliger dan wegvervoer. Al snel stonden veel vluchten bekend als de ‘sigarettenvluchten’. Vergeleken met 1992 werd in 1993, toen de vrachtcharters echt begonnen te lopen, 32% meer vracht vervoerd (40.000 ton tegen 30.000 ton). Voor een groot gedeelte was deze stijging te danken aan de Russische vrachtcharters. Hierdoor kwam het niveau van de verladen vracht weer in de buurt van de periode voor 1991, voordat XP en Emery vertrokken.
Soms werden ook speciale vrachtcharters uitgevoerd. Zo werden in december 1993 vanuit de Zeeuws-Vlaamse glasfabriek Sas van Gent B.V. in totaal 180 ton aan glazen ramen via MAA naar Moskou vervoerd. Dit glaswerk was bestemd voor de reparatie van het Russische parlementsgebouw, na de mislukte couppoging van 1993. Er was in totaal 10.000 m² zonwerend gehard glas en 2500 m² gehard dubbel glas nodig. Deze mammoetorder werd in vier zendingen door vier Iljoesjin Il-76-vliegtuigen van de Russische maatschappij ALAK Airlines vervoerd. Van 23 februari tot 16 maart 1994 werden een aantal speciale vrachtcharters georganiseerd in verband met de oorlog in Tsjetsjenië. In opdracht van het ‘World Food Program’ (WFP) van de VN werden door twee Engelse vrachtverladers 22 vluchten georganiseerd met in totaal 950 ton hulpgoederen voor de hongerende bevolking van het door oorlog verscheurde land. De vluchten werden uitgevoerd door de Russische maatschappij Dobrolet. Er werd speciaal aandacht aan geschonken om begrip te vragen van de bevolking, omdat het toestel elke dag om even na 5 uur ‘s ochtends moest vertrekken om dezelfde dag weer terug te zijn.
Tussen deze vloedgolf van Ilyushin Il-76-toestellen werden er ook reguliere vrachtdiensten georganiseerd door het Bulgaarse Balkan Bulgarian Airlines, dat met Antonov An-12-vliegtuigen vloog. Ook werden regelmatig reusachtige Antonov An-124-vliegtuigen gecharterd om bijzonder grote of zware ladingen te vervoeren. Door deze toestroom van Russische charters, mede dankzij de goedkopere tarieven voor start- en landingsgeld en handling van de toestellen, werd het vliegveld in de periode 1993 - 1996 zeer populair voor deze toestellen.
De Russische vliegtuigen stonden niet bekend om hun stille motoren en vanuit de omwonenden kwam er al snel een tegenreactie op de "Iljoesjins", zoals de plaatselijke kranten het toestel noemden, De in 1992 opgestarte klachtentelefoon kreeg een stijgend aantal klachten en enquêtes gaven aan dat de meerderheid van de omwonenden op zich geen problemen met de luchthaven hadden, maar wel met de Russische vluchten. De directie van de luchthaven onderkende dit probleem en stelde de zogenaamde “8-20 regeling” in, wat betekende dat deze toestellen alleen tussen 08:00 uur en 20:00 uur mochten opereren. De marechaussee hield streng toezicht op deze regeling en beboette enkele toestellen. Enkele maatschappijen vertrokken naar het Belgische Oostende, maar over het algemeen had dit geen effect op deze vluchten.
In oktober 1996 werd door de directie van de luchthaven, na een aantal incidenten en de strenge reactie van politiek en omwonenden, opdracht gegeven aan Maastricht Handling Services B.V. om niet langer Ilyushin Il-76-operators af te handelen. Dit had ook te maken met de cruciale fase waarin de hele discussie over uitbreiding van de luchthaven zich bevond. De UN-76810, een Ilyushin Il-76 van Kazakhstan Airlines die bijna twee jaar aan de ketting had gelegen door een financieel conflict tussen de maatschappij en een Nederlandse zakenman, was het symbolisch laatste toestel dat op 13 november onder grote belangstelling vertrok. In deze periode waren er 165 verschillende toestellen geland, waaronder diverse in meerdere kleurenschema’s of onder meerdere maatschappijen. Het tijdperk van de Ilyushin Il-76 en de beslissing om dit type toestel niet meer af te handelen, gaf heel goed aan welke impact de discussie rondom de uitbreiding van de luchthaven had op de directie, de omwonenden en de politiek.

### 2005 en later: openhouden of sluiten?
Nieuwe richtlijnen voor het luchtverkeer vanaf MAA van 1 januari 2005, waardoor meer vliegbewegingen (35.500) waren toegestaan, zorgden opnieuw voor protesten. Omwonenden, voornamelijk uit het Limburgse Heuvelland, dienden 700 bezwaarschriften in. Onder de bezwaarindieners waren de organisaties Natuur en Milieufederatie Limburg, Milieudefensie (Amsterdam), Vereniging Geen Uitbreiding Vliegveld Beek en de gemeenten Meerssen en Margraten. De ministeries van Verkeer en Waterstaat en VROM lieten onderzoek doen naar de gevolgen van de luchtkwaliteit voor de directe omgeving. In augustus 2006 werden alle ingediende bezwaarschriften door de minister ongegrond verklaard. Tien bezwaarmakers gingen daartegen bij de Raad van State in beroep, waarna de Raad van State in 2008 de ingestelde beroepen gegrond verklaarde en de bezwaarschriften opnieuw moesten worden behandeld.
De geschiedenis herhaalde zich toen in oktober 2011 de minister en de staatssecretaris van Infrastructuur en Milieu opnieuw instemden met verruiming van de geluidszones rondom het vliegveld en een beroep hiertegen door de Raad van State in juni 2012 werd verworpen.

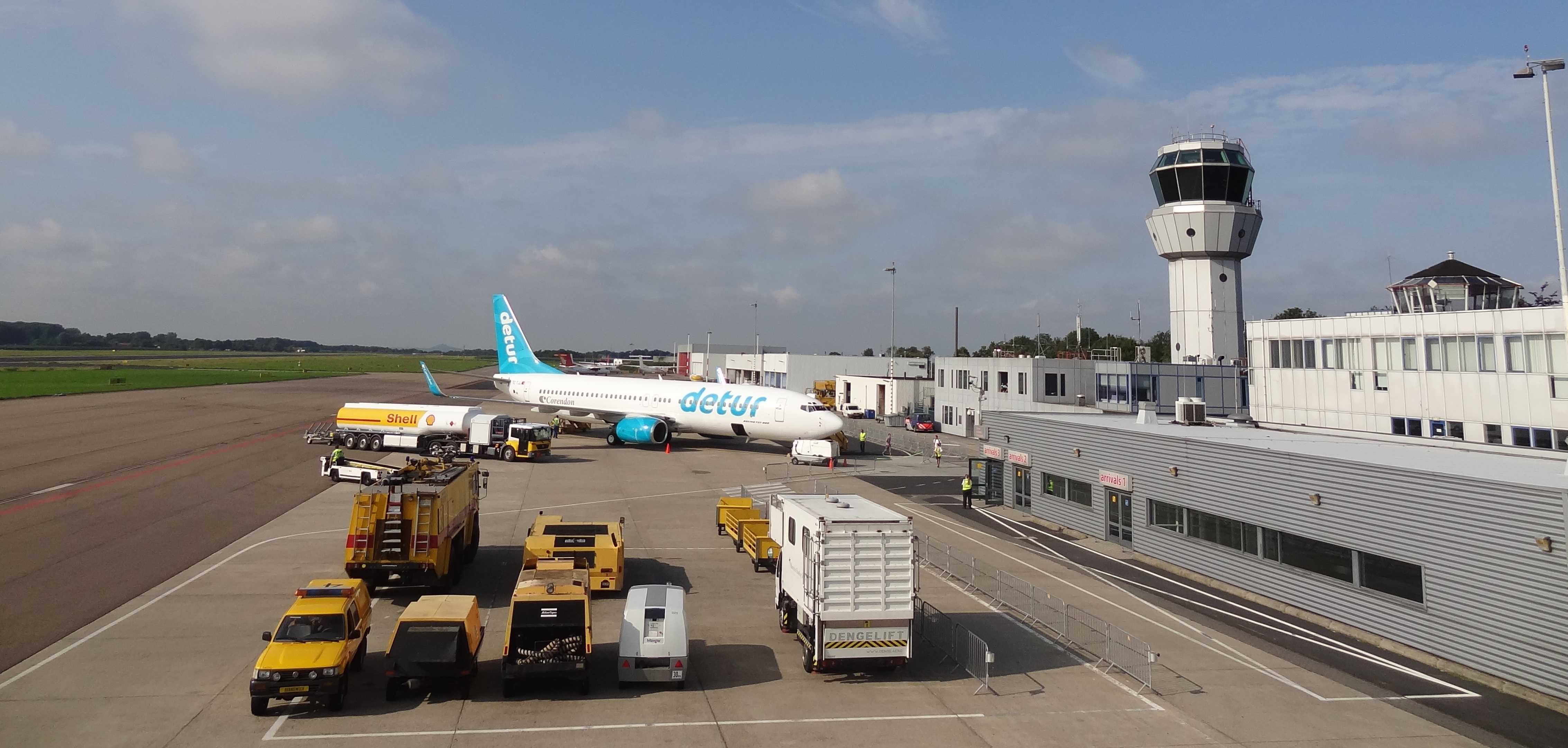
Maastricht Aachen Airport in 2014

Onder andere door de kredietcrisis van 2007-2011 liep het vrachtvervoer van MAA in deze periode sterk terug en kwam de luchthaven in financiële moeilijkheden. Vanaf maart 2011 startte de Duitse prijsvechter Germanwings twaalf wekelijkse vluchten tussen Berlijn-Schönefeld en MAA, maar in oktober 2012 werd de verbinding alweer geschrapt. In juni 2013 voorkwam de provincie Limburg met een noodinvestering van 4,5 miljoen euro dat de luchthaven failliet ging. Later dat jaar kondigde de provincie aan de noodlijdende luchthaven van de ondergang te willen redden door middel van een overname van de infrastructuur voor het symbolische bedrag van 1 euro, waarbij het de bedoeling was dat private bedrijven het vliegveld zouden blijven exploiteren. De toenmalige eigenaar, de Britse investeerder Omniport, ging akkoord. De provincie Limburg verklaarde zich in 2014 bereid gedurende tien jaar in totaal € 45 miljoen te investeren in de luchthaven, waarbij gehoopt werd dat ook het rijk € 10 miljoen zou bijdragen. Vanaf 2016 tot 2019 was de exploitatie van de luchthaven in handen van de vrachtmakelaar Trade Centre Global Investments BV, waarna de luchthaven weer volledig in handen was van de Provincie Limburg.
Tijdens de coronapandemie van 2020-2022 was de luchthaven enige tijd in gebruik als 'parkeerplaats' voor vliegtuigen. Ondanks de coronacrisis en dankzij de steun van de provincie sloot de luchthaven 2020 af met een positief resultaat van ruim € 1 miljoen, In 2021 gaf de provincie opdracht voor een toekomststudie, aan de hand waarvan gekozen zou worden tussen openhouden en sluiten. Het resulterende maatschappelijke kosten-batenanalyse-rapport (MKBA) leidde tot de conclusie dat sluiting van het vliegveld de meest gunstige optie was. Toch koos Provinciale Staten van Limburg in december 2022 voor het openhouden van MAA. De gevraagde structurele rijksbijdrage kwam er niet. Wel beloofde het Rijk, samen met de provincie en omliggende gemeenten, bij te dragen aan een zogenaamd 'omgevingsfonds' om de overlast voor omwonenden te beperken. Parallel aan het onderzoek vonden gesprekken plaats met de Schiphol Group over  samenwerking. Schiphol verwierf voor een bedrag van €5 miljoen 40 procent van de aandelen van MAA.
Ryanair zal vanaf 26 oktober 2025 geen gebruik meer maken van MAA. Met het vertrek van deze luchtvaartmaatschappij verliest de luchthaven jaarlijks zo'n 150.000 passagiers, ongeveer twee derde van het totaal, en vijf van de acht bestemmingen.

## Banen
MAA beschikt over één verharde start-en-landingsbaan 21 - 03 (2500 meter, 8202 voet), exclusief de stopway aan het begin van baan 03 van 250 meter. De baan is 45 meter breed en beschikt aan weerszijden over een Instrument landing system (ILS). Voor baan 21 is dit een ILS Cat IIIB, voor baan 03 een ILS Cat I.
Vroeger heeft er ook een tweede (kleinere) baan gelegen: 07 - 25 (1080 meter), maar deze is ontmanteld.

## Luchtvaartmaatschappijen en bestemmingen
In de zomerdienstregeling worden reguliere passagiersvluchten uitgevoerd door Ryanair en Corendon, naar met name vakantiebestemmingen in het Middellandse Zee-gebied.
Ryanair vliegt vanaf oktober 2025 niet meer vanaf Maastricht Aachen Airport, de luchtvaartmaatschappij zegt dat ze alle vluchten vanaf 26 oktober gaat schrappen omdat de luchthaven de kosten wil verhogen. Ryanair beweert dat MAA door de verhoogde luchthavenkosten een van de duurste wordt in Europa.

### Passagiers
| Luchtvaartmaatschappij            | Bestemming(en)                                                    |
| --------------------------------- | ----------------------------------------------------------------- |
| Corendon Airlines                 | Seizoensgebonden: Heraklion, Burgas, Zakynthos                    |
| Ryanair (eindigt 26 oktober 2025) | Alicante, Bari, Girona-Costa Brava, Porto Seizoensgebonden: Zadar |
| Wizz air                          | Chisinau (start 28 oktober 2025), Katowice (start 26 maart 2026)  |

### Vracht
| Luchtvaartmaatschappij | Bestemming(en)         |
| ---------------------- | ---------------------- |
| Emirates SkyCargo      | Dubai                  |
| Royal Jordanian        | Amman                  |
| Turkish Airlines Cargo | Istanbul, Miami, Quito |
| Zimex Aviation         | Birmingham, Dublin     |

## Cijfers
Vanwege een beveiligingsprobleem met de MediaWiki Graph-software is het momenteel niet mogelijk deze grafiek weer te geven. Zodra de software is bijgewerkt zal de grafiek vanzelf weer zichtbaar worden.
| Jaar | Reizigers | Vracht (ton) |
| ---- | --------- | ------------ |
| 2005 | 356 000   |              |
| 2006 | 293 000   | 77 000       |
| 2007 | 155 000   | 81 000       |
| 2008 | 252 000   | 87 000       |
| 2009 | 181 000   | 85 000       |
| 2010 | 270 000   | 90 000       |
| 2011 | 363 000   | 92 500       |
| 2012 | 345 000   | 75 000       |
| 2013 | 465 000   | 79 000       |
| 2014 | 283 000   | 80 000       |
| 2015 | 195 000   | 57 000       |
| 2016 | 176 000   | 60 480       |
| 2017 | 167 000   | 87 000       |
| 2018 | 273.402   | 111.178      |
| 2019 | 435.977   | 111.457      |
| 2020 | 81.000    | 136.000      |
| 2021 | 97.646    | 127.994      |
| 2022 | 266.032   | 108.218      |
| 2023 | 223.152   | 32.275       |
| 2024 | 223.507   | 29.448       |

## Trivia
- De toenmalige president Bush van de Verenigde Staten bracht op 7 mei 2005 een bezoek aan de Amerikaanse Begraafplaats Margraten. Hij landde met het regeringsvliegtuig Air Force One op Maastricht Aachen Airport en vertrok de volgende dag vanaf MAA naar Moskou.
- De jaarlijkse kunst- en antiekbeurs TEFAF betekent in maart topdrukte op MAA. Vooral op de openingsdag vliegen privévliegtuigen af en aan (in 2015 circa 400).[16] Onder de bezoekers bevinden zich gekroonde hoofden, oliesjeiks, internetmiljardairs en celebrities.[17]